# 12872 Susiestevens
12872 Susiestevens è un asteroide della fascia principale. Scoperto nel 1998, presenta un'orbita caratterizzata da un semiasse maggiore pari a 2,2577292 UA e da un'eccentricità di 0,1376082, inclinata di 3,22055° rispetto all'eclittica.